# ناحیه گومبا
ناحیه گومبا (به لاتین: Gomba District) یک منطقهٔ مسکونی در اوگاندا است که در استان مرکزی، اوگاندا واقع شده‌است. ناحیه گومبا ۱۵۲٬۸۰۰ نفر جمعیت دارد.